# حمید برمکی
حمید برمکی (۱۳ تیر ۱۳۱۷–۴ آذر ۱۳۸۲) بازیکن سابق فوتبال ایران است. وی سابقه بازی در تیم‌های شاهین آبادان و شاهین تهران را دارد.
وی سابقه ۸ بازی و ۲ گل ملی در کارنامه دارد.